# 建安計劃
建安計劃與位在花蓮的佳山計劃同為中華民國國防部在民國70年代所實施的東臺灣空軍基地地下化國防政策。

## 計劃概要
建安計劃實施的考量在於為避免臺灣西部地區的各個中華民國空軍重要設施在遭到中國人民解放軍對臺實施第一波本島打擊時被摧毀，因此，為保存軍事實力與能夠發揮實力的戰略設施，故在臺灣臺東空軍志航基地實施建安計劃，將機庫地下化。
該計劃的區域稱為「建安計劃區」，主要是將志航基地北跑道頭的石子山山腳挖空，興建為地下機庫，以利於臺灣西部的戰機停放。據了解，基地洞庫內有三大機庫可以容納90~150架戰機，三大機庫間有可容戰機滑行的通道彼此相連，由於建造在花崗岩下，抗炸強度可抵抗2000磅炸彈直接命中，抗震程度可承受7級以下的地震。

## 外部連結
- 老虎的巢穴-台東志航基地 （页面存档备份，存于）